# Sức khỏe và Đời sống
Sức khỏe và Đời sống là cơ quan ngôn luận phục vụ chức năng quản lý nhà nước của Bộ Y tế chuyên xuất bản những thông tin về chủ đề y học và các vấn đề khác trong xã hội. Tiền thân của ấn phẩm trước đây là Báo Sức khỏe trực thuộc Nhà xuất bản Y học được thành lập vào ngày 10 tháng 10 năm 1961. Ngày 9 tháng 10 năm 1995, Báo Sức khỏe trở thành một cơ quan độc lập nằm dưới sự kiểm soát của Bộ Y tế và mang một tên gọi mới là Sức khỏe và Đời sống.
Từ những số báo xuất bản hai kỳ, 8 trang mỗi tháng, đến năm 2011 tờ báo đã tăng lượng phát hành lên 4 kỳ/tuần. Một thập kỷ sau, Báo Gia đình & Xã hội sáp nhập vào Sức khỏe và Đời sống, đồng thời trở thành một phụ san của ấn phẩm này. Tính đến năm 2018, tòa soạn báo đặt tại địa chỉ 138A Giảng Võ, Quận Ba Đình, Hà Nội nằm trong khuôn viên của Bộ Y tế.

## Danh hiệu
| Năm  | Giải thưởng                    | Ct.   |
| ---- | ------------------------------ | ----- |
| 1985 | Huân chương Lao động hạng Ba   | [ 4 ] |
| 1996 | Huân chương Lao động hạng Nhì  | [ 4 ] |
| 2008 | Huân chương Lao động hạng Nhất | [ 8 ] |
| 2011 | Huân chương Độc lập hạng Ba    | [ 5 ] |